# Jelena Wassiljewna Belewskaja
Jelena Wassiljewna Belewskaja (russisch Елена Васильевна Белевская, engl. Transkription Yelena Vasilyevna Belevskaya; * 11. Oktober 1963 in Jewpatorija) ist eine ehemalige belarussische Leichtathletin, die sich auf den Weitsprung spezialisiert hatte. Bis einschließlich 1991 trat sie international für die Sowjetunion an.
Im Februar 1987 gewann Belewskaja bei den Halleneuropameisterschaften in Liévin mit einer Weite von 6,76 m die Bronzemedaille im Weitsprung. Zwei Wochen später wurde sie bei den Hallenweltmeisterschaften in Indianapolis mit exakt derselben Weite ebenfalls Dritte. Ihren bedeutendsten sportlichen Erfolg feierte sie noch im selben Jahr bei den Weltmeisterschaften in Rom. Mit einer Weite von 7,14 m errang sie die Silbermedaille hinter der US-Amerikanerin Jackie Joyner-Kersee (7,36 m) und vor der Titelverteidigerin Heike Drechsler aus der DDR, die nur einen Zentimeter kürzer sprang.
Bei den Olympischen Spielen 1988 in Seoul verpasste Belewskaja die Medaillenränge knapp, als sie mit 7,04 m den vierten Rang belegte. Bei den Leichtathletik-Weltmeisterschaften 1991 in Tokio wurde sie Achte.